# Championnat d'Afrique des nations féminin de handball 2014
Navigation
Maroc 2012 Angola 2016
La vingt-et-unième édition du Championnat d'Afrique des nations féminin de handball- aussi appelée CAN - , se déroule du 16 au 26 janvier 2014 en Algérie. Organisée par la Confédération africaine de handball (CAHB) et la fédération algérienne de handball (FAHB), elle met aux prises les meilleures équipes nationales africaines féminines de handball, dans les mêmes lieux et durant la même période que la CAN masculine.
La Tunisie s'impose en finale face à la République démocratique du Congo. La Tunisie, qui remporte son troisième titre après ceux remportés lors des deux premières éditions en 1974 et 1976, a ainsi stoppé en demi-finale la série de l'Angola, vainqueur des huit précédentes éditions. Tombeuses de l’Algérie dans la petite finale (30-22), les Angolaises ne perdent pas tout puisque cette victoire leur permet de récupérer le troisième et dernier ticket qualificatif pour le championnat du monde 2015.

## Présentation

### Nations qualifiées
| Nations  | Part. | Qualifications précédentes*                                                                                      |
| -------- | ----- | --- |
| Algérie  | 13    | 1976, 1979, 1981, 1989, 1991, 1992, 1994, 1996, 2000, 2002, 2008, 2010, 2012                                     |
| Angola   | 17    | 1981, 1983, 1985, 1987, 1989, 1991, 1992, 1994, 1996, 1998, 2000, 2002, 2004, 2006, 2008, 2010, 2012             |
| Cameroun | 13    | 1979, 1983, 1985, 1987, 1996, 1998, 2000, 2002, 2004, 2006, 2008, 2010, 2012                                     |
| Congo    | 19    | 1976, 1979, 1981, 1983, 1985, 1987, 1989, 1991, 1992, 1994, 1996, 1998, 2002, 2002, 2004, 2006, 2008, 2010, 2012 |
| RD Congo | 7     | 1992, 2002, 2004, 2006, 2008, 2010, 2012                                                                         |
| Guinée   | 0     | - |
| Sénégal  | 6     | 1974, 1976, 1991, 1992, 2000, 2012                                                                               |
| Tunisie  | 16    | 1974, 1976, 1981, 1983, 1985, 1987, 1989, 1992, 1994, 2000, 2002, 2004, 2006, 2008, 2010, 2012                   |

*En gras est indiqué le champion de l'édition en italique le pays hôte.

### Lieux de compétition
| Ville   | Salle                    | Capacité      |
| ------- | ------------------------ | ------------- |
| Alger   | Salle Harcha-Hacène      | 8 000 places  |
| Alger   | La Coupole               | 15 000 places |
| Cheraga | Salle omnisports Cheraga | 5 000 places  |

## Phase de groupes

### Poule A
|   | Équipe   | Pts | J | G | N | P | Bp | Bc | Diff |
| - | -------- | --- | - | - | - | - | -- | -- | ---- |
| 1 | Algérie  | 5   | 3 | 2 | 1 | 0 | 80 | 68 | 12   |
| 2 | RD Congo | 4   | 3 | 2 | 0 | 1 | 69 | 67 | 2    |
| 3 | Sénégal  | 3   | 3 | 1 | 1 | 1 | 71 | 72 | -1   |
| 4 | Cameroun | 0   | 3 | 0 | 0 | 3 | 62 | 75 | -13  |

|            |          |         |          |
| 16 janvier | Algérie  | 27– 27  | Sénégal  |
| 16 janvier | Cameroun | 20 – 25 | RD Congo |
| 17 janvier | Algérie  | 26– 21  | Cameroun |
| 17 janvier | RD Congo | 24– 20  | Sénégal  |
| 20 janvier | Algérie  | 27– 20  | RD Congo |
| 20 janvier | Cameroun | 21 – 24 | Sénégal  |

### Poule B
|   | Équipe  | Pts | J | G | N | P | Bp  | Bc  | Diff |
| - | ------- | --- | - | - | - | - | --- | --- | ---- |
| 1 | Angola  | 6   | 3 | 3 | 0 | 0 | 102 | 51  | 51   |
| 2 | Tunisie | 4   | 3 | 2 | 0 | 1 | 83  | 71  | 12   |
| 3 | Congo   | 2   | 3 | 1 | 0 | 2 | 81  | 83  | -2   |
| 4 | Guinée  | 0   | 3 | 0 | 0 | 3 | 48  | 109 | -61  |

|            |         |         |         |
| 16 janvier | Tunisie | 32– 16  | Guinée  |
| 16 janvier | Angola  | 33– 18  | Congo   |
| 18 janvier | Congo   | 30 – 32 | Tunisie |
| 18 janvier | Guinée  | 14 – 44 | Angola  |
| 21 janvier | Angola  | 25– 19  | Tunisie |
| 21 janvier | Congo   | 33– 18  | Guinée  |

## Phase finale
|  | Quarts de finale               | Quarts de finale               |                                |                                | Demi-finales                   | Demi-finales                   |    |  | Finale                         | Finale                         |
|  | Quarts de finale               | Quarts de finale               |                                |                                | Demi-finales                   | Demi-finales                   |    |  | Finale                         | Finale                         |
|  |                                |                                |                                |                                |                                |                                |    |  |                                |                                |
|  | 22 janvier, 13h45 Salle Harcha | 22 janvier, 13h45 Salle Harcha |                                |                                | 24 janvier, 13h45 Salle Harcha | 24 janvier, 13h45 Salle Harcha |    |  | 25 janvier, 16h00 Salle Harcha | 25 janvier, 16h00 Salle Harcha |
|  | 22 janvier, 13h45 Salle Harcha | 22 janvier, 13h45 Salle Harcha |                                |                                | 24 janvier, 13h45 Salle Harcha | 24 janvier, 13h45 Salle Harcha |    |  | 25 janvier, 16h00 Salle Harcha | 25 janvier, 16h00 Salle Harcha |
|  | Algérie                        | 25                             |                                |                                | 24 janvier, 13h45 Salle Harcha | 24 janvier, 13h45 Salle Harcha |    |  | 25 janvier, 16h00 Salle Harcha | 25 janvier, 16h00 Salle Harcha |
|  | Algérie                        | 25                             |                                |                                | 24 janvier, 13h45 Salle Harcha | 24 janvier, 13h45 Salle Harcha |    |  | 25 janvier, 16h00 Salle Harcha | 25 janvier, 16h00 Salle Harcha |
|  | Guinée                         | 17                             |                                |                                | 24 janvier, 13h45 Salle Harcha | 24 janvier, 13h45 Salle Harcha |    |  | 25 janvier, 16h00 Salle Harcha | 25 janvier, 16h00 Salle Harcha |
|  | Guinée                         | 17                             | Algérie                        | 23                             |                                |                                |    |  | 25 janvier, 16h00 Salle Harcha | 25 janvier, 16h00 Salle Harcha |
|  | 22 janvier, 14h30 La Coupole   |                                | Algérie                        | 23                             |                                |                                |    |  | 25 janvier, 16h00 Salle Harcha | 25 janvier, 16h00 Salle Harcha |
|  |                                | RD Congo                       | 28                             |                                |                                |                                |    |  | 25 janvier, 16h00 Salle Harcha | 25 janvier, 16h00 Salle Harcha |
|  | RD Congo                       | RD Congo                       | 28                             | 27                             |                                |                                |    |  | 25 janvier, 16h00 Salle Harcha | 25 janvier, 16h00 Salle Harcha |
|  | RD Congo                       |                                |                                | 27                             |                                |                                |    |  | 25 janvier, 16h00 Salle Harcha | 25 janvier, 16h00 Salle Harcha |
|  | Congo                          | 22                             |                                |                                |                                |                                |    |  | 25 janvier, 16h00 Salle Harcha | 25 janvier, 16h00 Salle Harcha |
|  | Congo                          | 22                             | RD Congo                       | 20                             |                                |                                |    |  |                                |                                |
|  | 22 janvier, 16h45 La Coupole   |                                | RD Congo                       | 20                             |                                |                                |    |  |                                |                                |
|  |                                | Tunisie                        | 23                             |                                |                                |                                |    |  |                                |                                |
|  | Tunisie                        | Tunisie                        | 23                             | 31                             |                                |                                |    |  |                                |                                |
|  | Tunisie                        | 24 janvier, 11h30 Salle Harcha |                                | 31                             |                                |                                |    |  |                                |                                |
|  | Sénégal                        | 27                             |                                |                                |                                |                                |    |  |                                |                                |
|  | Sénégal                        | 27                             | Tunisie                        | 31ap                           |                                |                                |    |  |                                |                                |
|  | 22 janvier, 16h00 Salle Harcha | 22 janvier, 16h00 Salle Harcha | Tunisie                        | 31ap                           | Match pour la 3e place         | Match pour la 3e place         |    |  |                                |                                |
|  | 22 janvier, 16h00 Salle Harcha | 22 janvier, 16h00 Salle Harcha |                                | Angola                         | Match pour la 3e place         | Match pour la 3e place         | 30 |  |                                |                                |
|  | Angola                         | 28                             | 25 janvier, 11h30 Salle Harcha | 25 janvier, 11h30 Salle Harcha |                                |                                | 30 |  |                                |                                |
|  | Angola                         | 28                             | 25 janvier, 11h30 Salle Harcha | 25 janvier, 11h30 Salle Harcha |                                |                                |    |  |                                |                                |
|  | Cameroun                       | 23                             |                                | Algérie                        | 22                             |                                |    |  |                                |                                |
|  | Cameroun                       | 23                             |                                | Algérie                        | 22                             |                                |    |  |                                |                                |
|  |                                |                                |                                |                                |                                |                                |    |  | Angola                         | 30                             |
|  |                                |                                |                                |                                |                                |                                |    |  | Angola                         | 30                             |

### Quarts de finale
| 22 janvier 2014 13h45 | Algérie       | 25 - 17  | Guinée           | Salle Harcha-Hacène, Alger Arbitrage : Diop Cheick Mohamed, Faye Abdoulaye |
| 22 janvier 2014 13h45 | Nabila Tizi 7 | (14 - 8) | Delpine, Keita 5 | Salle Harcha-Hacène, Alger Arbitrage : Diop Cheick Mohamed, Faye Abdoulaye |
| 22 janvier 2014 13h45 | ×2 ×4         | rapport  | ×1 ×6            | Salle Harcha-Hacène, Alger Arbitrage : Diop Cheick Mohamed, Faye Abdoulaye |

| 22 janvier 2014 14h30 | RD Congo              | 27 - 22   | Congo                | La Coupole, Alger Arbitrage : Camara Mouhamed Ball, Diakite Aboubacar |
| 22 janvier 2014 14h30 | Christianne Mwasesa 8 | (13 - 13) | Jocelyne Mavoungou 5 | La Coupole, Alger Arbitrage : Camara Mouhamed Ball, Diakite Aboubacar |
| 22 janvier 2014 14h30 | ×3                    | rapport   | ×3 ×1                | La Coupole, Alger Arbitrage : Camara Mouhamed Ball, Diakite Aboubacar |

| 22 janvier 2014 16h00 | Angola        | 28 - 23   | Cameroun        | Salle Harcha-Hacène, Alger Arbitrage : Mohamed Rashed, Tamer Fakry Elsayed |
| 22 janvier 2014 16h00 | Maria Pedro 7 | (17 - 11) | Melingui, Ngo 4 | Salle Harcha-Hacène, Alger Arbitrage : Mohamed Rashed, Tamer Fakry Elsayed |
| 22 janvier 2014 16h00 | ×3 ×4         |           | ×2 ×6           | Salle Harcha-Hacène, Alger Arbitrage : Mohamed Rashed, Tamer Fakry Elsayed |

| 22 janvier 2014 16h45 | Tunisie   | 31 - 27 | Sénégal | La Coupole, Alger Arbitrage : Amba Ngombo Felly, Tshilanda Mutombo Gisele |
| 22 janvier 2014 16h45 | (17 - 13) |         |         | La Coupole, Alger Arbitrage : Amba Ngombo Felly, Tshilanda Mutombo Gisele |
| 22 janvier 2014 16h45 | rapport   |         |         | La Coupole, Alger Arbitrage : Amba Ngombo Felly, Tshilanda Mutombo Gisele |

### Demi-finales
| 24 janvier 2014 13h45 | Algérie       | 23 - 28   | RD Congo              | Salle Harcha-Hacène, Alger Affluence : 7 000 Arbitrage : Allade Jonas, Dagba Armand |
| 24 janvier 2014 13h45 | Nabila Tizi 9 | (10 - 12) | Christianne Mwasesa 8 | Salle Harcha-Hacène, Alger Affluence : 7 000 Arbitrage : Allade Jonas, Dagba Armand |
| 24 janvier 2014 13h45 | ×3 ×8         | rapport   | ×2 ×4                 | Salle Harcha-Hacène, Alger Affluence : 7 000 Arbitrage : Allade Jonas, Dagba Armand |

| 24 janvier 2014 11h30 | Tunisie         | 31 - 30 (ap)       | Angola             | Salle Harcha-Hacène, Alger Affluence : 5 000 Arbitrage : Coulibally Yalatima Nanga, Diabate Mamoudou |
| 24 janvier 2014 11h30 | Mouna Chebbah 9 | (14 - 12, 26 - 26) | Marcelina Kiala 12 | Salle Harcha-Hacène, Alger Affluence : 5 000 Arbitrage : Coulibally Yalatima Nanga, Diabate Mamoudou |
| 24 janvier 2014 11h30 | Prol. : 5 - 4   |                    |                    | Salle Harcha-Hacène, Alger Affluence : 5 000 Arbitrage : Coulibally Yalatima Nanga, Diabate Mamoudou |
| 24 janvier 2014 11h30 | ×2 ×6           | rapport            | ×3 ×5              | Salle Harcha-Hacène, Alger Affluence : 5 000 Arbitrage : Coulibally Yalatima Nanga, Diabate Mamoudou |

### Match pour la3eplace
| 25 janvier 2014 11h30 | Algérie            | 22 - 30   | Angola           | Salle Harcha-Hacène, Alger Arbitrage : Mohamed Rashed, Tamer Fakry Elsayed |
| 25 janvier 2014 11h30 | Nadia Bellakhdar 6 | (10 - 18) | Magda Cazanga 10 | Salle Harcha-Hacène, Alger Arbitrage : Mohamed Rashed, Tamer Fakry Elsayed |
| 25 janvier 2014 11h30 | ×3 ×4              | rapport   | ×2 ×6            | Salle Harcha-Hacène, Alger Arbitrage : Mohamed Rashed, Tamer Fakry Elsayed |

### Finale
| 25 janvier 2014 16h00 | Tunisie          | 23 - 20            | RD Congo              | Salle Harcha-Hacène, Alger Affluence : 8 000 Arbitrage : Diop Cheick Mohamed, Faye Abdoulaye |
| 25 janvier 2014 16h00 | Toumi, Marzouk 5 | (10 - 11)          | Christianne Mwasesa 9 | Salle Harcha-Hacène, Alger Affluence : 8 000 Arbitrage : Diop Cheick Mohamed, Faye Abdoulaye |
| 25 janvier 2014 16h00 | ×3 ×5            | CAHB femmesdesport | ×2 ×6                 | Salle Harcha-Hacène, Alger Affluence : 8 000 Arbitrage : Diop Cheick Mohamed, Faye Abdoulaye |

| Gardiennes de but |                       |   |                                  |
| 12                | Echraf Abdallah       |   |                                  |
| 16                | Fadia Omrani          |   |                                  |
| Joueuses de champ |                       |   |                                  |
| 3                 | Nesrine Daoula        | 2 |                                  |
| 6                 | Asma Elghaoui         | 4 |                                  |
| 9                 | Fatma Sfar Ben Chaker |   |                                  |
| 10                | Raja Toumi            | 5 | Suspension                       |
| 15                | Refka Hlaili          |   |                                  |
| 17                | Ouided Kilani         |   | Averti · Suspension              |
| 18                | Haifa Abdelhak        |   | Averti · Suspension · Suspension |
| 19                | Rafika Marzouk        | 5 | Averti · Suspension              |
| 20                | Mouna Chebbah         | 3 |                                  |
| 22                | Maroua Dhaouadi       | 1 |                                  |
| 29                | Faten Yahiaoui        | 1 |                                  |
| 30                | Ines Jaouadi          |   |                                  |
| 44                | Manel Kouki           | 2 | Suspension                       |
| 85                | Noura Ben Slama       |   |                                  |
| Entraîneur :      |                       |   |                                  |
|                   | Paulo Pereira (en)    |   | Averti                           |

| Gardiennes de but |                     |   |                                  |
| 1                 | Luisa Makubanza     |   |                                  |
| 12                | Nicole Mbole        |   |                                  |
| Joueuses de champ |                     |   |                                  |
| 2                 | Jumelle Okoko       | 3 | Suspension                       |
| 3                 | Grâce Shokkos Songa |   |                                  |
| 4                 | Consolate Feza      |   |                                  |
| 5                 | Olga Milemba        |   |                                  |
| 6                 | Clémence Matutu     | 2 |                                  |
| 7                 | Apopie Lusamba      |   | Averti · Suspension · Suspension |
| 8                 | Constance Louoba    |   | Suspension · Suspension          |
| 9                 | Christianne Mwasesa | 9 |                                  |
| 13                | Kasangala Musonda   |   | Averti                           |
| 14                | Carole Babala       |   |                                  |
| 15                | Mimelle Kele        |   | Suspension                       |
| 17                | Julie Betu          |   |                                  |
| 18                | Sandrine Kibamba    | 2 | Suspension                       |
| 20                | Mélissa Maboulou    | 4 |                                  |
| Entraîneur        |                     |   |                                  |
|                   | Célestin Mpoua      |   |                                  |

### Matchs de classement de la5eà la8eplace
|  | Demi-finales de classement            | Demi-finales de classement   |                        |    | Match pour la 5e place       | Match pour la 5e place       |
|  | Demi-finales de classement            | Demi-finales de classement   |                        |    | Match pour la 5e place       | Match pour la 5e place       |
|  |                                       |                              |                        |    |                              |                              |
|  | 24 janvier, 17h15 La Coupole          | 24 janvier, 17h15 La Coupole |                        |    | 25 janvier, 13h00 La Coupole | 25 janvier, 13h00 La Coupole |
|  | 24 janvier, 17h15 La Coupole          | 24 janvier, 17h15 La Coupole |                        |    | 25 janvier, 13h00 La Coupole | 25 janvier, 13h00 La Coupole |
|  | Guinée                                | 19                           |                        |    | 25 janvier, 13h00 La Coupole | 25 janvier, 13h00 La Coupole |
|  | Guinée                                | 19                           |                        |    | 25 janvier, 13h00 La Coupole | 25 janvier, 13h00 La Coupole |
|  | Congo                                 | 40                           |                        |    | 25 janvier, 13h00 La Coupole | 25 janvier, 13h00 La Coupole |
|  | Congo                                 | 40                           | Congo                  | 30 |                              |                              |
|  | 24 janvier, 15h00 Salle Harcha-Hacène |                              | Congo                  | 30 |                              |                              |
|  |                                       | Sénégal                      | 29                     |    |                              |                              |
|  | Sénégal                               | Sénégal                      | 29                     | 25 |                              |                              |
|  | Sénégal                               |                              |                        | 25 |                              |                              |
|  | Cameroun                              | 21                           |                        |    |                              |                              |
|  | Cameroun                              | 21                           | Match pour la 7e place |    |                              |                              |
|  |                                       |                              |                        |    |                              |                              |
|  | 25 janvier 2014 09h00 La Coupole      |                              |                        |    |                              |                              |
|  |                                       |                              |                        |    |                              |                              |
|  | Guinée                                | 18                           |                        |    |                              |                              |
|  | Guinée                                | 18                           |                        |    |                              |                              |
|  | Cameroun                              | 42                           |                        |    |                              |                              |
|  | Cameroun                              | 42                           |                        |    |                              |                              |

## Classement final
| Rang                        | Équipe   |
| --------------------------- | -------- |
| Médaille d'or, Afrique      | Tunisie  |
| Médaille d'argent, Afrique  | RD Congo |
| Médaille de bronze, Afrique | Angola   |
| 4                           | Algérie  |
| 5                           | Congo    |
| 6                           | Sénégal  |
| 7                           | Cameroun |
| 8                           | Guinée   |

Les trois premières équipes sont qualifiées pour le Championnat du monde 2015.

## Effectifs des équipes sur le podium

### Championne d'Afrique:Tunisie
L'effectif de l'équipe de Tunisie, championne d'Afrique, est composé de :
- Nesrine Daoula
- Asma Elghaoui
- Fatma Sfar Ben Chaker
- Raja Toumi
- Echraf Abdallah
- Refka Helali
- Fadia Omrani
- Ouided Kilani
- Haifa Abdelhak
- Rafika Marzouk
- Mouna Chebbah
- Maroua Dhaouadi
- Faten Yahiaoui
- Ines Jaouadi
- Manel Kouki
- Noura Ben Slama

Entraîneur :
- Paulo Pereira (en).

### Vice-championne d'Afrique:RD Congo
L'effectif de l'équipe de République démocratique du Congo, vice-championne d'Afrique, est composé de :
- Luisa Makubanza
- Jumelle Okoko
- Grâce Shokkos Songa
- Consolate Feza
- Olga Milemba
- Clémence Matutu
- Apopie Lusamba
- Constance Louoba
- Christianne Mwasesa
- Virginie Mamba
- Lydia Musonda Kasangala
- Carole Babala
- Bibiche Kabamba
- Julie Betu
- Sandrine Kibamba
- Mélissa Maboulou

Entraîneur :
- Célestin Mpoua.

### Médaillée de bronze:Angola
L'effectif de l'équipe d'Angola, médaillée de bronze, est composé de :
- Teresa Almeida
- Joelma Viegas
- Juliana Machado
- Wuta Dombaxe
- Magda Cazanga
- Albertina Kassoma
- Carolina Morais
- Lurdes Monteiro
- Isabel Guialo
- Isabel Fernandes
- Luísa Kiala
- Marta Santos
- Natália Bernardo
- Azenaide Carlos
- Maria Pedro
- Marcelina Kiala

Entraîneur :
- Vivaldo Eduardo.

### Quatrième place:Algérie
L'effectif de l'équipe d'Algérie, quatrième, est composé de :
- Najah Souli
- Nadia Bellakhdar
- Ratiba Hasnaoui
- Souad Titou
- Soraya Tebib
- Fatiha Iberraken
- Amel Aït Ahmed
- Samia Sehabi
- Lamia Izem
- Imene Haffar
- Fatima Boussora
- Sihem Hemissi
- Nabila Tizi
- Rima Khelil
- Souhila Benaïcha

Staff :
- Karim Achour
- Djamila Nail Douada
- Lehocine S Bencheikh
- Mohamed Mokhtari.